# Műkorcsolya az 1936. évi téli olimpiai játékokon
Az 1936. évi téli olimpiai játékokon a műkorcsolya versenyszámait Garmisch-Partenkirchenben rendezték február 9. és február 15. között. Egy férfi, egy női és a páros versenyszámban osztottak érmeket.

## Részt vevő nemzetek
A versenyeken 17 nemzet 84 sportolója vett részt.
- Ausztria (AUT) (12 – 6 férfi, 6 nő)
- Belgium (BEL) (4 – 1 férfi, 3 nő)
- Csehszlovákia (TCH) (3 – 1 férfi, 2 nő)
- Egyesült Államok (USA) (9 – 4 férfi, 5 nő)
- Észtország (EST) (2 – 1 férfi, 1 nő)
- Finnország (FIN) (1 – 1 férfi)
- Japán (JPN) (2 – 1 férfi, 1 nő)
- Kanada (CAN) (6 – 3 férfi, 3 nő)
- Lettország (LAT) (4 – 2 férfi, 2 nő)
- Magyarország (HUN) (7 – 4 férfi, 3 nő)
- Nagy-Britannia (GBR) (12 – 6 férfi, 6 nő)
- Németország (GER) (7 – 3 férfi, 4 nő)
- Norvégia (NOR) (4 – 1 férfi, 3 nő)
- Olaszország (ITA) (2 – 1 férfi, 1 nő)
- Románia (ROU) (3 – 2 férfi, 1 nő)
- Svájc (SUI) (2 – 1 férfi, 1 nő)
- Svédország (SWE) (1 – 1 nő)

## Éremtáblázat
(A rendező nemzet és Magyarország eltérő háttérszínnel, az egyes számoszlopok legmagasabb értéke vagy értékei vastagítással kiemelve.)
| Az 1936. évi téli olimpiai játékok éremtáblázata műkorcsolyában | Az 1936. évi téli olimpiai játékok éremtáblázata műkorcsolyában | Az 1936. évi téli olimpiai játékok éremtáblázata műkorcsolyában | Az 1936. évi téli olimpiai játékok éremtáblázata műkorcsolyában | Az 1936. évi téli olimpiai játékok éremtáblázata műkorcsolyában | Olimpia  |
| --------------------------------------------------------------- | --------------------------------------------------------------- | --------------------------------------------------------------- | --------------------------------------------------------------- | --------------------------------------------------------------- | -------- |
|                                                                 | Ország                                                          | Arany                                                           | Ezüst                                                           | Bronz                                                           | Összesen |
| 1.                                                              | Ausztria (AUT)                                                  | 1                                                               | 1                                                               | 1                                                               | 3        |
| 2.                                                              | Németország (GER)                                               | 1                                                               | 1                                                               | 0                                                               | 2        |
| 3.                                                              | Norvégia (NOR)                                                  | 1                                                               | 0                                                               | 0                                                               | 1        |
| 4.                                                              | Nagy-Britannia (GBR)                                            | 0                                                               | 1                                                               | 0                                                               | 1        |
| 5.                                                              | Magyarország (HUN)                                              | 0                                                               | 0                                                               | 1                                                               | 1        |
|                                                                 | Svédország (SWE)                                                | 0                                                               | 0                                                               | 1                                                               | 1        |
|                                                                 |                                                                 |                                                                 |                                                                 |                                                                 |          |
| Összesen                                                        | Összesen                                                        | 3                                                               | 3                                                               | 3                                                               | 9        |

## Érmesek
| Az 1936. évi téli olimpiai játékok érmesei műkorcsolyában |                                               |                                            |                                                     |
| Versenyszám                                               | Arany                                         | Ezüst                                      | Bronz                                               |
| Férfi                                                     | Karl Schäfer · Ausztria (AUT)                 | Ernst Baier · Németország (GER)            | Felix Kaspar · Ausztria (AUT)                       |
| Női                                                       | Sonja Henie · Norvégia (NOR)                  | Cecilia Colledge · Nagy-Britannia (GBR)    | Vivi-Anne Hultén · Svédország (SWE)                 |
| Páros                                                     | Németország (GER) · Maxi Herber · Ernst Baier | Ausztria (AUT) · Ilse Pausin · Erik Pausin | Magyarország (HUN) · Rotter Emília · Szollás László |